# Loxodonta cookei
Espèce
Loxodonta cookei est une espèce fossile d'éléphants d'Afrique du genre Loxodonta (qui comprend les éléphants d'Afrique vivants).

## Description
Les fossiles de Loxodonta cookei ont été découverts en Ouganda, en Tanzanie et en Afrique du Sud. La plupart des fossiles trouvés chez cette espèce étaient des dents.

## Classification
Le nom valide complet (avec auteur) de ce taxon est Loxodonta cookei Sanders (d), 2007,.

### Étymologie
L'épithète spécifique, cookei, a été donnée en l'honneur du paléontologue sud-africain H. Basil S. Cooke (d) (1915-2018), pour son importante contribution à la paléontologie des mammifères africains.

### Publication originale
- (en) William J. Sanders, « Taxonomic review of fossil Proboscidea (Mammalia) from Langebaanweg, South Africa », Transactions of the Royal Society of South Africa, Le Cap, Taylor & Francis et inconnu, vol. 62, no 1,‎ avril 2007, p. 1-16 (ISSN 0035-919X et 2154-0098, OCLC 1604900, DOI 10.1080/00359190709519192, lire en ligne).